# Нис (митологија)
Нис је у грчкој митологији био бог митске планине Нисе.

## Етимологија
Име Нис има значење „исељеник“ или „сјајан“.

## Митологија
Нис је био рустично божанство, вероватно Силен који је одгајио малог Диониса заједно са својим кћеркама, нисејским нимфама. Овај бог је често изједначаван и са Китероном, који је владао истоименом планином. Када је Дионис отишао у Индију, управљање Тебом је препустио Нису, али када се вратио, Нис је одбио да му врати власт над градом. Дионис је био необично стрпљив са њим. Тек након три године, затражио је и добио дозволу да наводно прослави свој празник. Међутим, војнике је преобукао у женске хаљине (као баханаткиње) и уз њихову помоћ повратио престо.

## Друге личности
- Нис, атински принц.
- Нис, Енејин пратилац.
- Нис је било име и племића из Дулихијума, који је био Амфиномијев отац, једног од просилаца Лепе Хелене.[4]